# Alice V. Morris

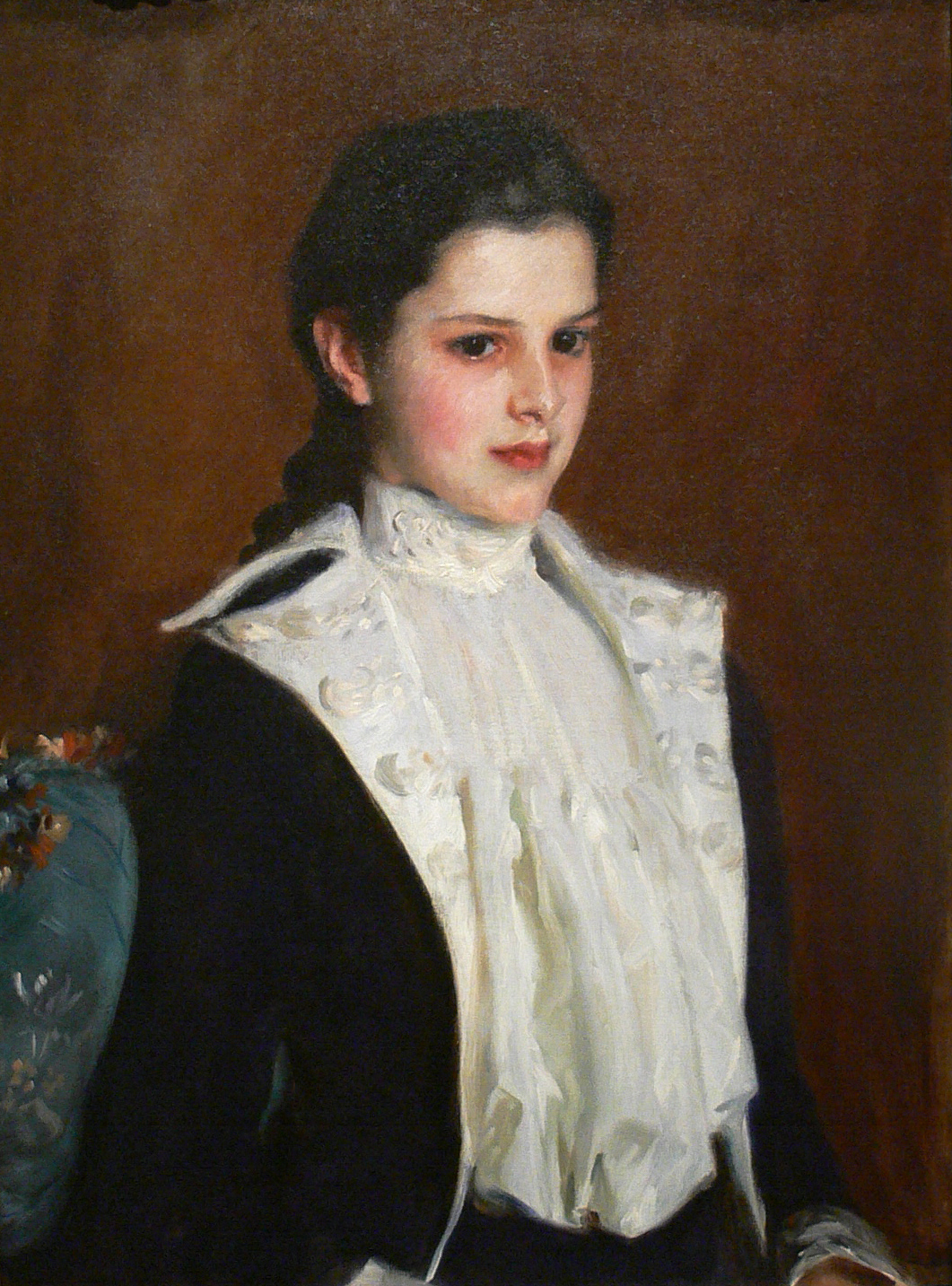
Alice Vanderbilt Shepard, 1888 portret pędzla Johna Singera Sargenta

Alice Vanderbilt Shepard Morris (ur. 7 grudnia 1874, zm. 15 sierpnia 1950) – fundatorka International Auxiliary Language Association, określana mianem „matki interlingwy”.
Pochodziła z bogatej rodziny przemysłowców amerykańskich – córka Elliota Fitch Sheparda i Margaret Louisy Vanderbilt, dziadkiem był Cornelius Vanderbilt, amerykański „król” kolei. Absolwentka Harvard University. W 1895 roku wyszła za mąż za Dave’a Hennena Morrisa, późniejszego ambasadora USA w Belgii.
W 1924 roku wraz z mężem była założycielką i fundatorką IALA – organizacji lingwistycznej, która opracowała język interlingua. Była jej honorowym sekretarzem i kierownikiem wydziału badań lingwistycznych, a także stałym sponsorem, asygnując w ciągu 26 lat 3 mln ówczesnych franków szwajcarskich. Za zasługi w dziedzinie lingwistyki otrzymała doktorat honoris causa Uniwersytetu Syracuse oraz honorowe członkostwo stowarzyszenia Phi Beta Kappa. Była także wiceprzewodniczącą World Service Council amerykańskiej filii Young Women’s Christian Association.
Alice V. Morris była esperantystką, ale w okresie ćwierćwiecza prac IALA zachowywała pełną bezstronność i nie ingerowała w przebieg prac nawet wtedy, gdy IALA przyjęła ostatecznie kurs na język naturalistyczny, sprzeczny z zasadami przyświecającymi schematycznej konstrukcji esperanta.